# 普莱沃农
普莱沃农（法語：Plévenon，法語發音：[plevnɔ̃]）是法国阿摩尔滨海省的一个市镇，位于该省东北部，属于迪南区。

## 历史
1972-2004年间，弗雷埃勒（Fréhel）曾整体并入本市镇。

## 地理
普莱沃农（48°39'15"N, 2°19'53"W）面积13.73 平方千米，位于法国布列塔尼大區阿摩尔滨海省，该省份为法国西北部沿海省份，位于布列塔尼半岛北部，北濒大西洋英吉利海峡，西接菲尼斯泰尔省，南至莫尔比昂省，东临伊勒-维莱讷省。
与普莱沃农接壤的市镇（或旧市镇、城区）包括：弗雷埃勒。
普莱沃农的时区为UTC+01:00、UTC+02:00（夏令时）。

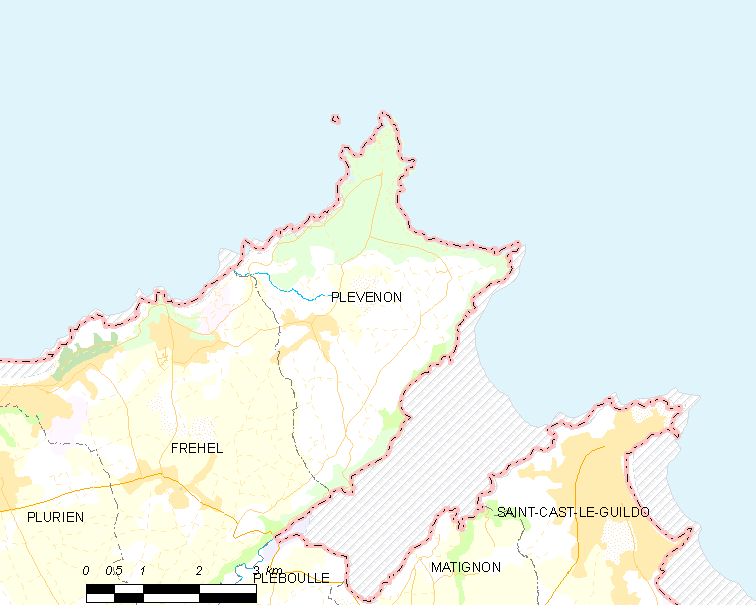
普莱沃农的OSM定位图

## 行政
普莱沃农的邮政编码为22240，INSEE市镇编码为22201。

## 政治
普莱沃农所属的省级选区为普莱讷夫-瓦勒安德烈县。

## 交通
阿摩尔滨海省省道D34线和D117线经过境内。沿海有小型码头。

## 人口

1962-2008年间普莱沃农人口变化图示

普莱沃农于2022年1月1日时的人口数量为757人。